# Визуальная
Визуа́льная — река в России, протекающая по Среднеканскому району Магаданской области, правый приток Булуна. Длина реки — 156 км, площадь водосборного бассейна — 2370 км².
Река берет начало на склонах Колымского нагорья на высоте более 500 м над уровнем моря. В верховьях течёт по гористой местности на юго-запад. Обогнув с севера гору Подкова (высота 864 м), река устремляется на запад и северо-запад. Поселения на берегах отсутствуют. Русло реки сильно заболочено в низовьях. Впадает в Булун по правому берегу на отметке 187 м над уровнем моря в 171 км от его устья, выше впадения Алы-Юряха. Ширина в низовьях — 35 м при глубине 1,2 м; скорость течения перед устьем составляет 1,1 м/с. 

## Основные притоки
Указаны поименованные притоки длиной 30 км и более .
| Название          | Расстояние от устья | Длина | Положение |
| ----------------- | ------------------- | ----- | --------- |
| Последний         | 30                  | 47    | правый    |
| Правая Визуальная | 55                  | 67    | правый    |
| Перевальный       | 116                 | 30    | правый    |

## Данные водного реестра
По данным государственного водного реестра России и геоинформационной системы водохозяйственного районирования территории РФ, подготовленной Федеральным агентством водных ресурсов:
- Бассейновый округ — Анадыро-Колымский
- Речной бассейн — Колыма
- Речной подбассейн — Колыма до впадения Омолона
- Водохозяйственный участок — Колыма от впадения реки Сеймчан до водомерного поста ГМС Коркодон
- Код водного объекта — 19010100312119000027974